# Ostryga (napój)
Ostryga – napój alkoholowy o niewielkiej zawartości alkoholu albo bezalkoholowy obowiązkowo zawierający żółtko jaja kurzego („ostryga”), stosowany jako środek na kaca. W krajach anglojęzycznych popularna jest ostryga preriowa, zaś w Polsce międzywojennej znana była ostryga polska.

## Ostryga preriowa
Ostryga preriowa lub ostryga prerii (ang. prairie oyster) jest napojem o ostrym smaku i niewielkiej zawartości alkoholu (rodzajem koktajlu), charakterystycznym dla krajów anglosaskich, wykonywanym także w wersji bezalkoholowej, stosowanym jako środek na kaca.  Głównymi składnikami są: żółtko jaja, alkohol (wódka, gin, koniak, whisky, sherry), keczup, sos Tabasco i Worcestershire, sok z cytryny oraz pieprz cayenne i sól do smaku. Napój jest przygotowywany przez barmana i serwowany klientowi w małej szklance (ang. shot glass).

### Sposób przygotowania
Ostrygę preriową sporządza się w następujący sposób:
- jedno żółtko jaja w całości, umieszcza się na dnie szklanego naczynka, po czym kolejno nakłada się warstwami następujące składniki:
- 2 łyżeczki koktajlowe dry sherry,
- pół łyżeczki koktajlowej sosu Tabasco,
- łyżeczkę koktajlową keczupu,
- łyżeczkę koktajlową sosu Worcestershire,
- w ilości na koniec noża pieprz cayenne,
- w ilości na koniec noża sól kuchenną,
- 1 łyżeczkę koktajlową świeżego soku z cytryny.

Drinkiem tym kaca leczył James Bond, do czego przyznał się w filmie pt. Operacja Piorun, Sally Bowles (w tej roli Liza Minnelli) –  bohaterka filmu pt. Kabaret, oraz Spike Spiegel - bohater serialu anime Cowboy Bebop.
W wersji bezalkoholowej, nazywanej „dziewiczą ostrygą prerii” (ang.  virgin prairie oyster), składnikami są: oliwa, żółko jaja, sól, pieprz, keczup (1 lub 2 łyżeczki), odrobinka Tabasco i Worcestershire, sok z cytryny lub ocet winny.

## Ostryga polska
Ostryga polska jest natomiast niezawierającym alkoholu napojem, który był stosowany jako „lekarstwo” na kaca w kręgach polskich kawalerzystów w okresie dwudziestolecia międzywojennego. Według kawalerzysty Grzegorza Cydzika, autora wspomnień pt. „Ułani, ułani”, napój był wykonywany w wielkiej szklanicy, do której kolejno dodawało się: szklankę tłustej kwaśnej śmietany, dwa surowe żółtka, kieliszek oliwy nicejskiej i sok z dwóch cytryn. Napój należało wypić jednym haustem, po czym zagryźć kilkunastoma ziarnami palonej kawy, w celu zamaskowania zapachu wódki z ust z poprzedniego dnia.
Według Jana Kochańczyka jest to żółtko i sok z pół cytryny ze szczyptą soli i pieprzu.